# Пания
Пания (укр. Панія, крымскотат. Paniya, Пания; с греческого «святой») — один из крупнейших карстовых источников Крыма, расположенный в теснине Большого каньона Крыма.
Название родника и урочища произошло от греческого слова Παναγία ('Всесвятая') в результате искажения в крымскотатарском языке. Впервые исследован и описан Н. В. Рухловым в 1915 году.
Находится в Бахчисарайском районе, недалеко от поселка Соколиное, в 4 км по дороге на гору Ай-Петри, в Большом каньоне Крыма. Среднегодовой расход воды этого источника — 340 литров в секунду и постоянен в течение года. Температура воды 8,6 °C. Воды родника вытекают из пещеры глубиной более 40 метров.